# وجهات طيران الجزيرة
وجهات طيران الجزيرة تشمل هذه القائمة جميع المطارات والمدن التي تهبط بها طائرات طيران الجزيرة في ابريل 2011.

## شمال أفريقيا
- مصر
  - الإسكندرية (مطار برج العرب الدولي).
  - أسيوط (مطار أسيوط الدولي).
  - الأقصر (مطار الأقصر الدولي).
  - شرم الشيخ (مطار شرم الشيخ الدولي).
  - سوهاج ( مطار مبارك الدولي) .
  - القاهرة (مطار القاهرة الدولي) الأسبوع الثالث من مايو 2011 .

## جنوب غرب آسيا
- البحرين
  - مطار البحرين الدولي.
- إيران
  - مشهد (مطار مشهد الدولي).
- الأردن
  - عمان (مطار الملكة علياء الدولي).
- الكويت
  - مدينة الكويت (مطار الكويت الدولي).
- لبنان
  - بيروت (مطار بيروت رفيق الحريري الدولي).
- السعودية
  - الرياض (مطار الملك خالد الدولي).
  - جدة (مطار الملك عبد العزيز الدولي).
- سوريا
  - دمشق (مطار دمشق الدولي).
  - حلب (مطار حلب الدولي).
  - دير الزور (مطار دير الزور).
- الإمارات العربية المتحدة
  - دبي (مطار دبي الدولي).

## أوروبا
- تركيا
  - إسطنبول (مطار صبيحة جوكتشن الدولي).